# مسیح سلیم بهرامی
مهندس سید مسیح سلیم بهرامی (زاده ۱۳۳۴ در ساری - درگذشته ۲۲ بهمن ۱۳۸۲) نماینده دوره ششم مجلس شورای اسلامی از حوزه انتخابی شهرستان ساری بود.
زادگاه او روستای سرسبز سلیم بهرام می باشد.